# Карл Ґебгардт
Карл Франц Ґебгардт (нім. Karl Franz Gebhardt; 23 листопада 1897, Гааг-ін-Обербаєрн — 2 червня 1948, Ландсберг-ам-Лех) — особистий лікар і шкільний друг рейхсфюрера СС Генріха Гіммлера, группенфюрер СС і генерал-лейтенант військ СС. Кавалер Лицарського хреста Хреста Воєнних заслуг з мечами.
Один з головних організаторів і учасників медичних експериментів над в'язнями концтаборів під час Другої світової війни.

## Біографія
Ще в школі подружився з майбутнім рейхсфюрером СС Гіммлером. Учасник Першої світової війни. Після війни був членом фрайкорів "Мюнхен " і «Оберланд». У 1919 році почав вивчати медицину в Мюнхені, в 1937 став професором і отримав ліцензію хірурга. Брав участь в «пивному путчі» 9 листопада 1923 року. 1 травня 1933 року Ґебгардт вступив у НСДАП (партійний квиток № 1 723 317), 20 квітня 1935 року — в СС (№ 265 894). До початку Другої світової війни був головним лікарем в клініці Уккермарк, переобладнаної за його наказом з клініки для хворих на туберкульоз в ортопедичний центр. У 1938 році Ґебгардт став особистим лікарем Генріха Гіммлера. З початком війни активно займався експериментами над в'язнями Аушвіца і Равенсбрюка, а також займав пост президента Німецького Червоного хреста. З 1943 року — головний клінічний лікар при імперському лікарі СС в складі Особистого штабу рейхсфюрера СС. У 1944 році Ґебгардту було доручено лікування Альберта Шпеера. У квітні 1945 року перебував у фюрербункері, намагався вивезти звідти дітей Геббельса по лінії Червоного Хреста, але отримав відмову. Після закінчення війни супроводжував Гіммлера. Був схоплений 21 або 22 травня 1945 року, засуджений на Нюрнберзькому процесі і страчений 2 червня 1948 року.

## Злочини

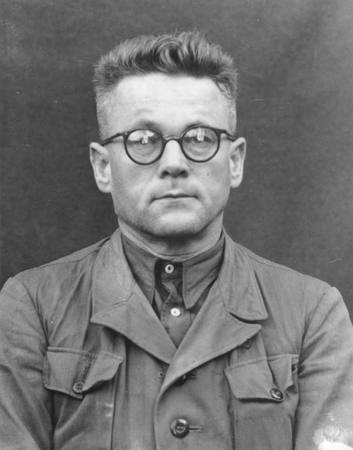
Ґебгардт в ув'язненні.

Керував різними експериментами над людьми в концентраційних таборах.

### Експерименти над людьми в Равенсбрюку
Карл Ґебгардт, який керував експериментами на людях у концтаборі Равенсбрюк, доручив лікарю Вальтеру Зоннтаґу відібрать здорових жінок для дослідів у Равенсбрюку. Більшість із них (74 особи) були польки. З липня 1942 до серпня 1943 року над ними проводили медичні експерименти, у процесі яких здорових жінок калічили, щоб дослідити властивості організму та медпрепаратів — в інтересах військової медицини або у суто дослідних цілях. Наприклад, піддослідним ламали ноги та виймали фрагменти кісток і м'язів, залишаючи розірвану м'язову тканину та змертвілі нервові закінчення. В інших експериментах кінцівки відрізали або намагалися пересадити. Одну серію експериментів провели для того, щоб перевірити ефективність антибактеріального препарату сульфаніламіду. Щоб травми, які завдавали під час експериментів, були максимально схожі на бойові, лікарі навмисно викликали інфекцію, вводячи у рану особливо живучі бактерії. На литці жінки робили надріз, у рану вводили бактерії та зашивали. На наступних етапах експерименту обирали все небезпечніші бактерії: стрептокок, газову гангрену, правець. У рану додавали дрібні тріски, тирсу або крихти скла, зупиняли приплив крові, перев’язували судини обабіч рани. І педантично записували, що, скажімо, збудник газової гангрени викликає «успішне» зараження протягом 24 годин.
За однією із версій, справжньою метою експериментів було виправдати Карла Ґебгардта в очах Гітлера: фюрер розсердився на лікаря за те, що він вчасно не ввів сульфаніламід пораненому офіцеру СС і той помер. Ґебгардт вирішив продемонструвати неефективність препарату і діяв таким чином, щоб довести: при бойових пораненнях сульфаніламід не допомагає. Щоб підігнати результати експерименту під цю концепцію, піддослідним із контрольної групи давали інші ліки, а тих, хто отримав сульфаніламід, залишали без лікування. Результати цих експериментів активно обговорювалися на конференції нацистських лікарів у Берліні 24–26 травня 1943 року. Після замаху 27 травня 1942 року на керівника протекторату Богемії та Моравії Райнгарда Гейдріха Ґебгардт вилетів до Праги для його лікування. У Гейдріха було діагностовано пошкодження селезінки і діафрагми. Гейдріху була проведена операція, проте смерть наступила через 8 днів від розвитку ранової інфекції. Особистий лікар Гітлера Теодор Морелль висловив припущення про те, що Гейдріха можна було б врятувати, застосувавши сульфаніламід. В результаті під керівництвом Ґебгардт в концтаборах була проведена серія експериментів з вивчення ефективності сульфаніламіду. Піддослідним наносилися рани, в які імплантували різні сторонні предмети: скло, земля, тирса, бруд тощо. Після цього їх лікували із застосуванням різних препаратів, в тому числі і сульфаніламіду.
Із 74 піддослідних жінок п'ять померло відразу після операції. Ще шістьох згодом стратили, позаяк вони «вже не мали цінності як піддослідний матеріал». Решта вижили — хоча ті, хто переніс варварські операції, антисанітарні умови та постійний голод, мали всі шанси померти. Багато з них лишилися скаліченими на все життя.

### Лікування Шпеера
Займаючись лікуванням рейхсміністра озброєнь і військової промисловості Альберта Шпеера, за свідченнями останнього, описаних в його «Спогадах», намагався його вбити:
«Професор Ґебгардт, группенфюрер СС і найвідоміший в європейському спортивному світі фахівець з хвороб колінного суглоба, очолював лікарню Червоного Хреста в Гогенліхені, (…) 20 днів я із загіпсованою ногою лежав нерухомо на спині. (…) Коли мені вперше було дозволено встати, через кілька годин у мене почалися сильні болі в спині і грудній клітці, а криваві відхаркування вказували на емболію легенів. Професор Ґербгардт, однак, поставив діагноз ревматизм м'язів, призначив мені розтирання грудей бджолиною отрутою і прописав для прийому всередину сульфаніламіди, хінін і болезаспокійливі. Ще через два дні у мене був другий, дуже гострий приступ. Стан мій ставав небезпечним, але Ґебгардт наполягав на діагнозі ревматизм м'язів. (…) Брандт, особистий лікар Гітлера і „уповноважений з питань охорони здоров'я та санітарії“, поклав на Коха повну відповідальність за моє лікування і заборонив професору Ґебгардту приймати будь-які медичні рішення. (…) Уже коли я видужував, мій друг Роберт Франк переказав мені одну нічну, дуже довірливу розмову з професором Кохом. Розказане ним було авантюрним: на піку загрозливого мого стану Ґербгардт зажадав від нього проведення якоїсь процедури, яка, на думку терапевта, могла б коштувати мені життя. Він, професор Кох, спочатку просто не зрозумів, чого від нього хочуть, а потім рішуче чинив опір цій процедурі. Тоді Ґебгардт дав задній хід і заявив, що він просто хотів його перевірити. Франк заклинав мене нічого не робити, тому що професор Кох не без підстав побоюється опинитися в концентраційному таборі, та й у нього самого напевно виникнуть серйозні проблеми з гестапо.»

## Подальша доля
У 1946 році Ґебгардт постав одним з головних звинувачених на Нюрнберзькому процесі над лікарями. За злочини проти людяності, воєнні злочини і участь у злочинній організації (СС) був засуджений до смертної кари через повішення. Вирок був виконаний 2 червня 1948 року у Ландсберзькій в'язниці.

## Сім'я
Був одружений, мав двох синів.

## Звання
- Манн СС (1 травня 1933)
- Штурмбанфюрер СС (20 квітня 1935)
- Оберштурмбаннфюрер СС (15 вересня 1935)
- Штандартенфюрер СС (9 листопада 1936)
- Оберфюрер СС (20 квітня 1938)
- Бригадефюрер СС і генерал-майор військ СС (1 жовтня 1940)
- Группенфюрер СС (30 січня 1943)
- Генерал-лейтенант військ СС (9 листопада 1943)

## Нагороди

### Перша світова війна
- Залізний хрест 2-го і 1-го класу
- Нагрудний знак «За поранення» в чорному

- Почесний хрест ветерана війни з мечами
- Кільце «Мертва голова»
- Почесна шпага рейхсфюрера СС
- Йольський свічник (16 грудня 1935)
- Німецький Олімпійський знак 1-го класу
- Почесний знак Німецького Червоного Хреста 1-го ступеня

### Друга світова війна
- Застібка до Залізного хреста 2-го і 1-го класу
- Хрест Воєнних заслуг 2-го і 1-го класу
- Нагрудний знак «За поранення» в чорному
- Медаль «За вислугу років у НСДАП» в бронзі (10 років)
- Імперський орден Ярма і Стріли, великий офіцер (Іспанія)
- Німецький хрест в сріблі (20 квітня 1944)
- Лицарський хрест Хреста Воєнних заслуг з мечами (16 травня 1944)